# Nobuko Kondō
Nobuko Kondō (jap. 近藤 修子, Kondō Nobuko) ist eine ehemalige japanische Fußballspielerin.

## Karriere
Kondō wurde 1981 in den Kader der japanischen Nationalmannschaft berufen und kam bei der Fußball-Asienmeisterschaft der Frauen 1981 zum Einsatz. Insgesamt hat sie vier Länderspiele für Japan bestritten.